# Karl Georg Brandt
Karl Georg Brandt (ur. 5 listopada 1898 w Karłowicach, zm. 16 lutego 1945 w okolicach Poznania) – niemiecki nazista, SS-Untersturmführer, zbrodniarz wojenny.
W czasie II wojny światowej był specjalistą do spraw żydowskich w strukturach warszawskiego Gestapo. Współodpowiedzialny za eksterminację mieszkańców getta warszawskiego. Uczestniczył także w likwidacji gett w innych miejscowościach dystryktu warszawskiego.

## Życiorys

### Do 1939 roku
Urodził się 5 listopada 1898 roku w Karłowicach (niem. Karlsmarkt) na Dolnym Śląsku. W okresie międzywojennym w randze sekretarza kryminalnego (Kriminalsekretär) służył w Bielefeld. 1 maja 1937 roku został członkiem NSDAP.

### II wojna światowa
W czasie niemieckiej okupacji ziem polskich, począwszy od października 1939 roku, w randze SS-Untersturmführera pełnił służbę w urzędzie komendanta SD i policji bezpieczeństwa (KdS) na dystrykt warszawski. Początkowo służył w wydziale III (SD). W 1941 roku został przeniesiony do wydziału IV (Gestapo), gdzie objął stanowisko szefa podreferatu IV B 4. Tym samym został „specjalistą do spraw żydowskich” w ramach struktur warszawskiego KdS. Był jednocześnie zastępcą szefa referatu IV B („zrzeszenia religijne, masoneria, sprawy żydowskie”).
Głównym zadaniem Brandta i funkcjonariuszy kierowanego przezeń podreferatu było sprawowanie „politycznego nadzoru” nad ludnością żydowską w dystrykcie warszawskim. Z racji pełnionej funkcji dwa razy w tygodniu odbierał sprawozdania od przewodniczącego Judenratu w getcie warszawskim Adama Czerniakowa oraz komendanta Żydowskiej Służby Porządkowej (ŻSP) Józefa Szeryńskiego. Trafiały doń raporty i doniesienia sporządzone przez konfidentów, których Gestapo zwerbowało w getcie. Podlegał mu jednocześnie Urząd do Walki z Lichwą i Spekulacją („Trzynastka”) będący nieoficjalną niemiecką agenturą w warszawskiej dzielnicy zamkniętej.
Był jednym z głównych wykonawców wielkiej akcji deportacyjnej w lecie 1942 roku, podczas której zamordowano blisko 300 tys. mieszkańców getta warszawskiego. Na krótko przed jej rozpoczęciem zapewniał Czerniakowa, że pogłoski o planowanym „wysiedleniu” są fałszywe, a warszawscy Żydzi nie mają powodów do obaw. Po rozpoczęciu „Wielkiej Akcji” wraz ze swym zastępcą SS-Oberscharführerem Gerhardem Mende stanął na czele tzw. warszawskiego sztabu wysiedleńczego, którego siedzibę urządzono w biurach ŻSP przy ul. Ogrodowej 17. Aktywnie uczestniczył w organizacji wywózek warszawskich Żydów do obozu zagłady w Treblince. 7 sierpnia zarządził egzekucję dwóch prominentów getta: Moryca Kohna i Zeliga Hellera. W pierwszych dniach września osobiście dokonał „selekcji” żydowskich robotników pracujących na „placówkach” poza gettem; wielu wysyłał bezpośrednio na Umschlagplatz. Z kolei 6 września, podczas tzw. kotła na Miłej, przeprowadził „selekcję” pracowników żydowskich szpitali. Według Israela Gutmana:

Był człowiekiem niestrudzonym, słychać i widać było go w całym getcie. Wiadomo o nim, że w czasie selekcji nie zwracał w ogóle uwagi na dokumenty i decydował o losie ludzi według własnego uznania czy – lepiej powiedzieć – nastroju. Częste ataki szału, nawiedzające tego esesmana, były przyczyną natychmiastowej śmierci wielu ludzi.

19–20 sierpnia 1942 roku Brandt opuścił Warszawę, by pokierować likwidacją gett w miejscowościach podwarszawskich: Otwocku, Falenicy, Miedzeszynie i Rembertowie. 4 października 1942 roku osobiście nadzorował likwidację getta w Legionowie.
Od 12 września 1942 roku urzędował w tzw. Befehlstelle przy ul. Żelaznej 103. Jako kierownik Sonderkommando der Sicherheitspolizei-Umsiedlung sprawował niepodzielną władzę w warszawskim „getcie szczątkowym”. W piwnicach Befehlstelle przetrzymywano Żydów przyłapanych na próbie ucieczki z getta. Więźniów poddawano przesłuchaniom połączonym z torturami, nieustaloną liczbę rozstrzelano.
Autorzy leksykonu Warszawa Walczy 1939–1945 określają Brandta mianem „jednego z najkrwawszych katów getta warszawskiego”.
Zginął 16 lutego 1945 roku w okolicach Poznania.

## Odniesienia w kulturze
Karl Georg Brandt jest wspomniany na kartach dwóch utworów Władysława Szlengela: Kartka z dziennika „akcji” oraz Co czytałem umarłym.